# Laburnum watereri
Laburnum watereri là một loài thực vật có hoa trong họ Đậu. Loài này được (Wettst.) Dippel miêu tả khoa học đầu tiên.